# Masacre de la cueva de Els Trocs
La masacre de la cueva de Els Trocs fue un episodio de extrema violencia ocurrido durante el Neolítico antiguo, hace aproximadamente 7300 años, en lo que hoy es la provincia de Huesca, España. Los restos arqueológicos descubiertos en esta cueva pirenaica evidencian una brutal matanza en la que murieron al menos nueve personas, cinco adultos y cuatro niños, que sufrieron una violencia inusitada con heridas por flechas y objetos contundentes, incluso después de su muerte. Este hallazgo representa uno de los testimonios más antiguos de violencia colectiva en la península ibérica y constituye un importante caso de estudio sobre los conflictos sociales durante la expansión neolítica en Europa.

## Situación geográfica
La cueva de Els Trocs se encuentra ubicada en el municipio de Bisaurri, dentro de la comarca de la Ribagorza, en la provincia de Huesca, España. La cueva se sitúa al norte de la sierra del Turbón y destaca por ser posiblemente la cueva con hábitat neolítico localizada más al norte dentro de la comunidad autónoma de Aragón. Esta ubicación septentrional dentro de Aragón podría implicar contextos ambientales y culturales específicos para su ocupación durante el Neolítico, posiblemente relacionados con rutas migratorias tempranas o la disponibilidad de recursos en las zonas de alta montaña de los Pirineos. La cordillera pirenaica actuó como una barrera natural y, al mismo tiempo, como un corredor para el movimiento de poblaciones y la difusión de nuevas tecnologías y prácticas. Un emplazamiento tan al norte podría señalar las primeras etapas de la expansión neolítica hacia la península ibérica o adaptaciones particulares a las condiciones ecológicas de mayor altitud.

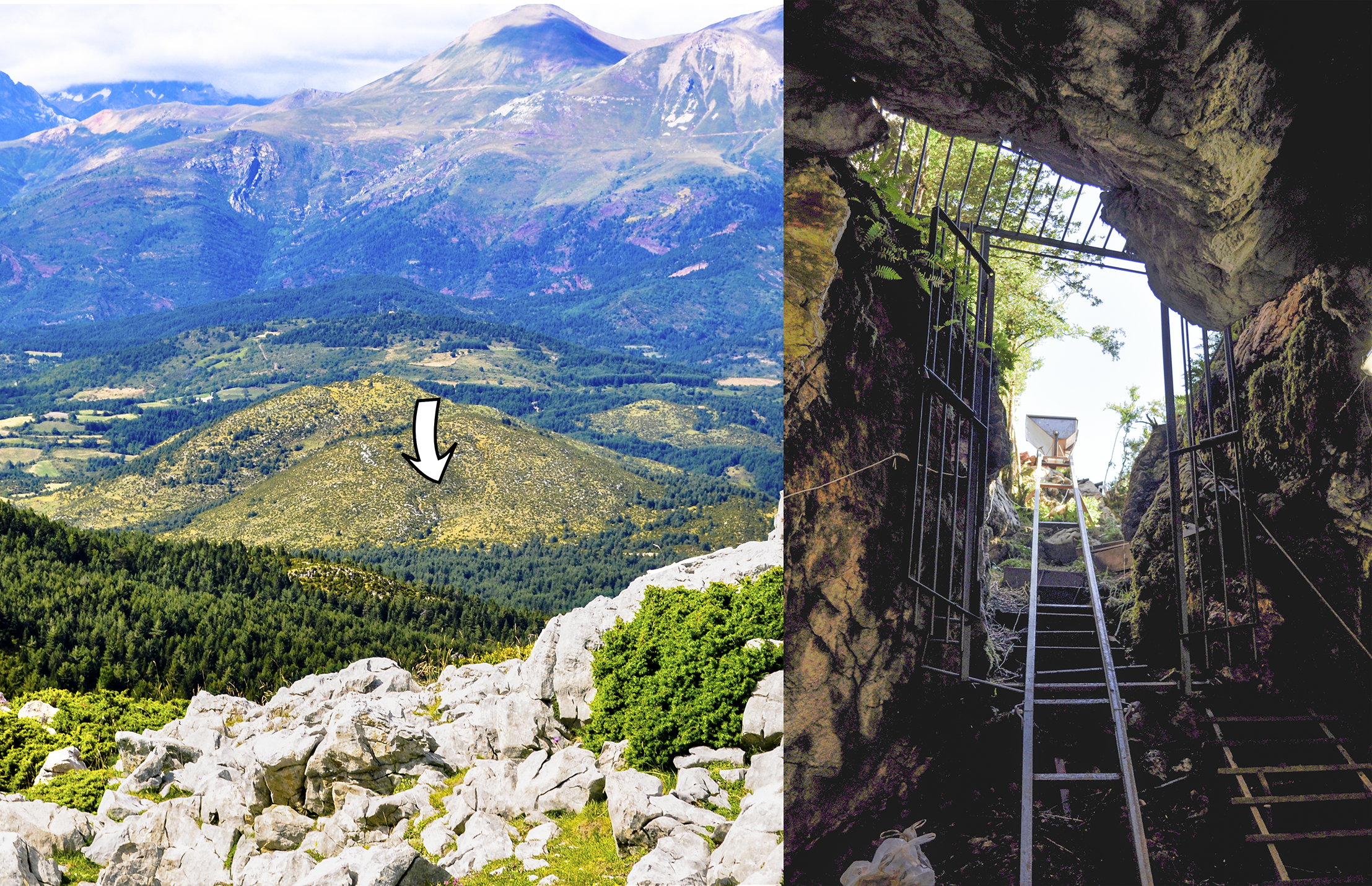
Cueva Els Trocs.

La cueva se localiza en la vertiente meridional de los Pirineos centrales, a una altitud de 1564 metros sobre el nivel del mar. La entrada de la cueva se abre en la ladera sur de una colina kárstica, en la meseta de Selvaplana. La meseta se describe como un corredor natural perpendicular y equidistante a las cabeceras de los ríos Ésera e Isábena. Tradicionalmente, el área circundante se utilizaba como terreno de cultivo y pastoreo. Entre la cueva y las zonas más elevadas de la sierra de Las Tucas, existen pastizales naturales que proporcionan acceso al ganado durante el verano. Por debajo de la cueva, se encuentran laderas aptas para el cultivo y terrazas históricas, junto con bosques mixtos y de coníferas. La elevada altitud y la ubicación dentro de los Pirineos sugieren una conexión potencial con el pastoralismo, particularmente la trashumancia, como lo demuestran los pastizales disponibles para el ganado. La proximidad a tierras cultivables y bosques indica que podría haber existido una estrategia de subsistencia mixta. Los diferentes pisos de vegetación a distintas altitudes favorecen la posibilidad de movimientos estacionales del ganado.  

## Excavación
Se han excavado más de 50 metros cuadrados de la cueva. En las excavaciones ha participado un equipo científico multidisciplinar en el que han colaborado varias instituciones, como la Universidad de Valladolid, el Gobierno de Aragón y el Consejo Superior de Investigaciones Científicas (CSIC). 
Las excavaciones han sido dirigidas por el profesor Manuel Ángel Rojo Guerra de la Universidad de Valladolid, y José Ignacio Royo, arqueólogo del Gobierno de Aragón, con la colaboración de Kurt W. Alt de la Universidad de Krems en Austria. El profesor Alt, Cristina Tejedor-Rodríguez y Marta Moreno-García del CSIC, fueron fundamentales en el estudio de la masacre. También destaca el trabajo de Carla Lancelotti, Andrea L. Balbo y Marco Madella.
Las excavaciones se iniciaron antes de 2013 y continuaron al menos hasta 2016. La participación de múltiples instituciones y un equipo multidisciplinar resalta la complejidad e importancia de la investigación arqueológica llevada a cabo en Els Trocs.
La cavidad presenta una secuencia estratigráfica que contiene hasta seis niveles de ocupación neolíticos distintos, cada uno con sus correspondientes hogares. Durante las excavaciones, se descubrió una gran cantidad de material óseo perteneciente a la fauna consumida, así como numerosos fragmentos de cerámica y punzones.
La estratigrafía de la cueva se considera de gran interés debido a su estado intacto y a la secuencia inalterada de los suelos de habitación. Los estudios de restos vegetales y microvertebrados indican que la cueva se utilizaba de forma estacional durante la primavera y el verano. Dentro de la cueva, se han identificado diferentes niveles de ocupación: Trocs I, Trocs II y Trocs III, correspondientes al Neolítico, y Trocs IV, con materiales romanos y modernos.
- El nivel Trocs I se caracteriza por un suelo formado por fragmentos de cerámica dispersos junto con restos de fauna y humanos, además de dos grandes fosas excavadas en el suelo.
- Trocs II presenta una capa de nivelación y un pavimento elaborado con piedras pequeñas y medianas, así como un gran hogar situado en el centro de la cueva.
- Trocs III es el nivel más potente, con aproximadamente 0,5 metros de espesor, y contiene dos fosas con huesos humanos aislados en posición secundaria, abundantes restos de fauna y hogares que fueron reutilizados sucesivamente hasta que un episodio de colapso de la pared y el techo probablemente forzó el abandono del sitio.
- Finalmente, Trocs IV es la capa superior, con escasa actividad antrópica y hallazgos superficiales datados en época romana mezclados con material neolítico procedente de los niveles inferiores, posiblemente removido por la acción de animales en tiempos más recientes.[6]

La presencia de múltiples niveles de ocupación y la estratigrafía intacta sugieren un uso repetido y potencialmente prolongado de la cueva a lo largo del período Neolítico. Las diferentes características de cada nivel indican cambios en las actividades o en la organización del espacio a lo largo del tiempo. El colapso ocurrido en Trocs III subraya la influencia de factores ambientales en la historia del sitio.
Para garantizar su conservación, la cueva ha sido protegida con un cerramiento.

## Hallazgos
En la Cueva de Els Trocs se han encontrado restos humanos de trece individuos distribuidos en tres fases de ocupación neolíticas diferentes. El análisis se ha centrado particularmente en los restos de nueve individuos (cinco adultos y cuatro niños de entre 3 y 7 años de edad) pertenecientes a la fase de ocupación más antigua (Fase I), datada hacia el 5200 a. C. Estos nueve individuos presentan evidencias de violencia perimortem y postmortem.
Los adultos muestran heridas consistentes de flecha en el cráneo, pero no en el resto del esqueleto. Tanto los adultos como los niños exhiben signos similares de traumatismo contundente en el cráneo. El tipo de agresión sugiere un enfrentamiento entre grupos enemigos, posiblemente un acto xenófobo entre nativos y migrantes o entre rivales económicos o sociales. La naturaleza remota de la cueva podría haber contribuido a la intensidad de la violencia, lo que sugiere que los grupos involucrados quizás no se conocían previamente. La interpretación de la violencia como potencialmente xenófoba o relacionada con disputas territoriales pone de manifiesto las tensiones sociales que podrían haber existido durante la transición neolítica.
La naturaleza fragmentada y dispersa de los huesos apoya firmemente la hipótesis de un evento violento en lugar de enterramientos estructurados. Los tipos específicos de lesiones (disparos de flecha en la cabeza y traumatismos contundentes en todo el cuerpo) pintan un cuadro de una masacre brutal. La combinación de heridas de flecha (que sugieren un ataque a distancia) y traumatismos contundentes (que indican combate cuerpo a cuerpo o mutilación postmortem) sugiere un acto de violencia deliberado e intenso. El foco en la cabeza con los disparos de flecha podría indicar una intención de matar, mientras que el traumatismo contundente en todo el cuerpo podría significar una agresión adicional o una profanación ritual.
Tabla resumen de los individuos de la Fase I y la evidencia de violencia:
| Individual | Edad Estimada | Sexo        | Evidencia de Violencia                                           |
| ---------- | ------------- | ----------- | ---------------------------------------------------------------- |
| CET-10     | Adulto        | Desconocido | Lesión triangular en el parietal izquierdo por impacto de flecha |
| CET-11     | Adulto        | Desconocido | Traumatismo contundente                                          |
| CET-12     | Adulto        | Masculino   | Traumatismo contundente                                          |
| CET-13     | Adulto        | Desconocido | Herida penetrante de flecha de sílex en el parietal derecho      |
| CET-14     | Adulto        | Femenino    | Traumatismo contundente                                          |
| Niño 1     | 3-7 años      | Desconocido | Traumatismo contundente                                          |
| Niño 2     | 3-7 años      | Desconocido | Traumatismo contundente                                          |
| Niño 3     | 3-7 años      | Desconocido | Traumatismo contundente                                          |
| Niño 4     | 3-7 años      | Desconocido | Traumatismo contundente                                          |

La masacre se ha datado entre el 5326 y el 5067 a. C. El horizonte más antiguo de la cueva se remonta a hace unos 7300 años , lo que corresponde aproximadamente al 5300 a. C. La cueva estuvo ocupada estacionalmente durante todo el Neolítico, aproximadamente entre el 5312 y el 2913 a. C. La evidencia de trashumancia en la zona se remonta también a alrededor de hace unos 7300 años. Esta datación sitúa la masacre en el período Neolítico antiguo, una época de cambios sociales y económicos significativos con la expansión de la agricultura y el pastoralismo. La evidencia de trashumancia en un período similar sugiere posibles conflictos derivados de la competencia por los recursos o de las interacciones entre diferentes grupos con estilos de vida distintos. El período Neolítico se caracterizó por migraciones y el establecimiento de nuevas formas de vida. Estas transiciones podrían haber generado un aumento de los conflictos intergrupales por la tierra, los recursos o las diferencias culturales.

## Interpretación
Los violentos sucesos de Els Trocs se consideran sin paralelo en España. Otras masacres neolíticas en Europa incluyen las de Talheim, Schletz y Kilianstädten en Alemania y las de Koszyce en Polonia y de Potočani en Croacia. Escenas de batallas antiguas en abrigos rocosos en España, como el de Les Dogues, muestran que los pueblos neolíticos sin duda luchaban entre ellos con armas y apoya la idea de que la violencia intergrupal no era tan infrecuente. Masacres como las de Els Trocs y Talheim desafían las nociones previas de un Neolítico pacífico e indican que existían tensiones y conflictos sociales significativos, potencialmente vinculados a la adopción de la agricultura, el crecimiento de la población o la competencia por los recursos.
Las víctimas probablemente fueron migrantes neolíticos, miembros de comunidades que establecieron la agricultura y la ganadería en la península ibérica. Los atacantes podrían haber sido otro grupo de migrantes o cazadores-recolectores indígenas. Los posibles motivos incluyen disputas territoriales, competencia por recursos (tierra, ganado) o incluso conflictos por mujeres. El conflicto transmite la impresión de una acción xenófoba, un enfrentamiento entre grupos enemigos. Las explicaciones más plausibles para la masacre implican conflictos intergrupales surgidos de la interacción entre diferentes poblaciones con estrategias de subsistencia e identidades culturales potencialmente diferentes.
El hecho de que las víctimas fueran pastores trashumantes también podría ser relevante para el conflicto. El resto de su familia (adultos más jóvenes y adolescentes) probablemente se encontraba en otro lugar con los rebaños en el momento de la masacre. La ausencia de adultos más jóvenes y adolescentes apoya la idea de que un grupo específico (probablemente los pastores con el rebaño principal) fue el objetivo.